# Weense trams in Utrecht

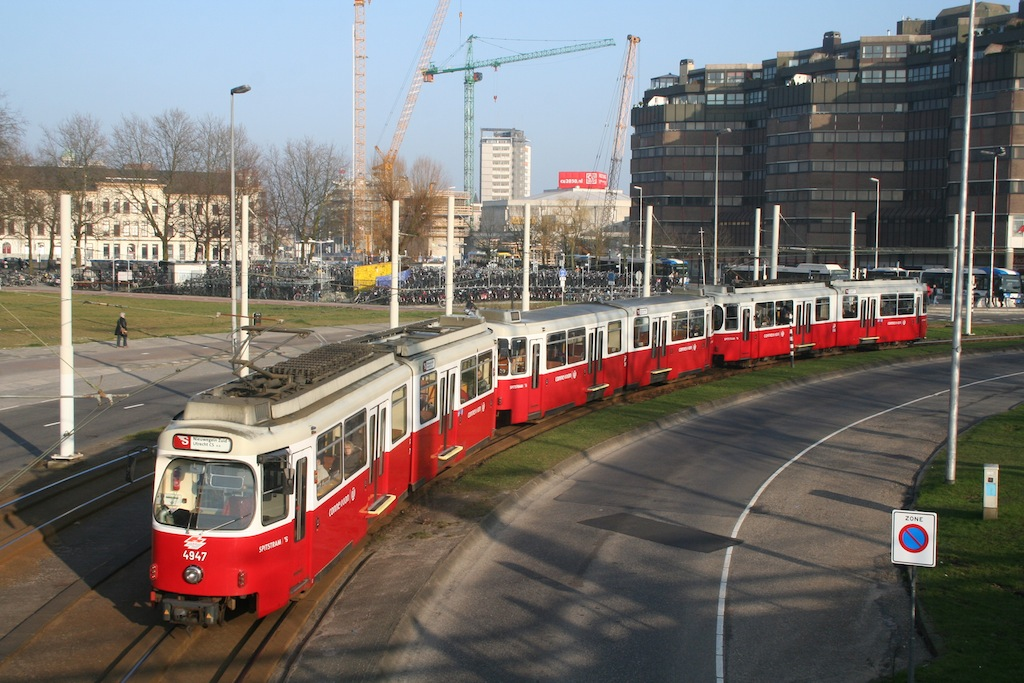
Weens driewagenstel van de Sneltram Utrecht. Smakkelaarsveld te Utrecht; 3 maart 2011.

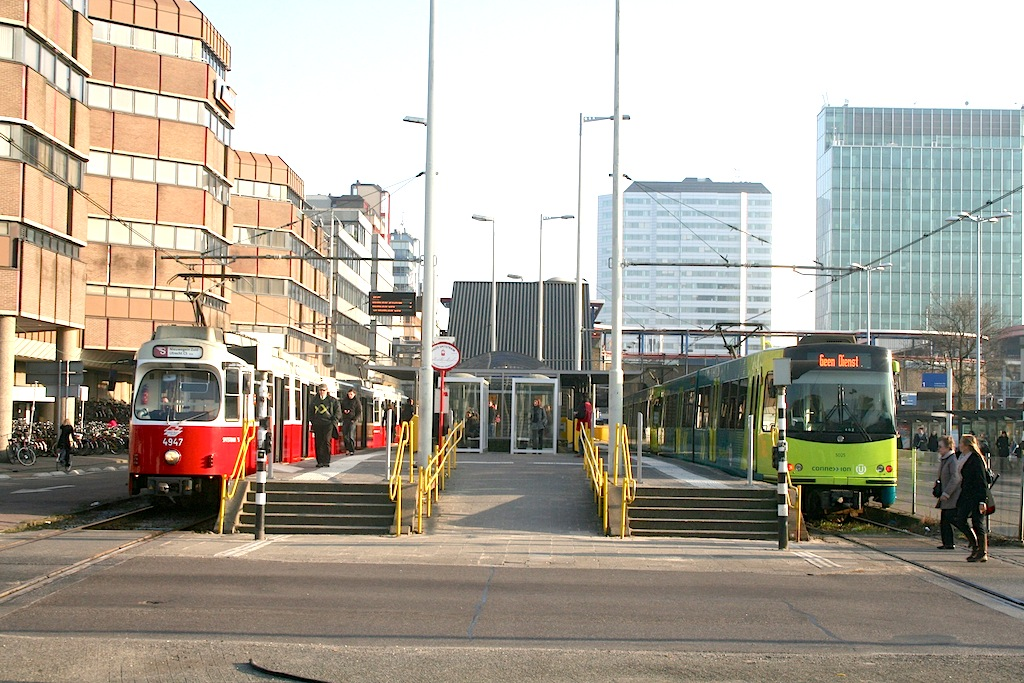
Weense en Zwitserse trams van de Sneltram Utrecht; 3 maart 2011.

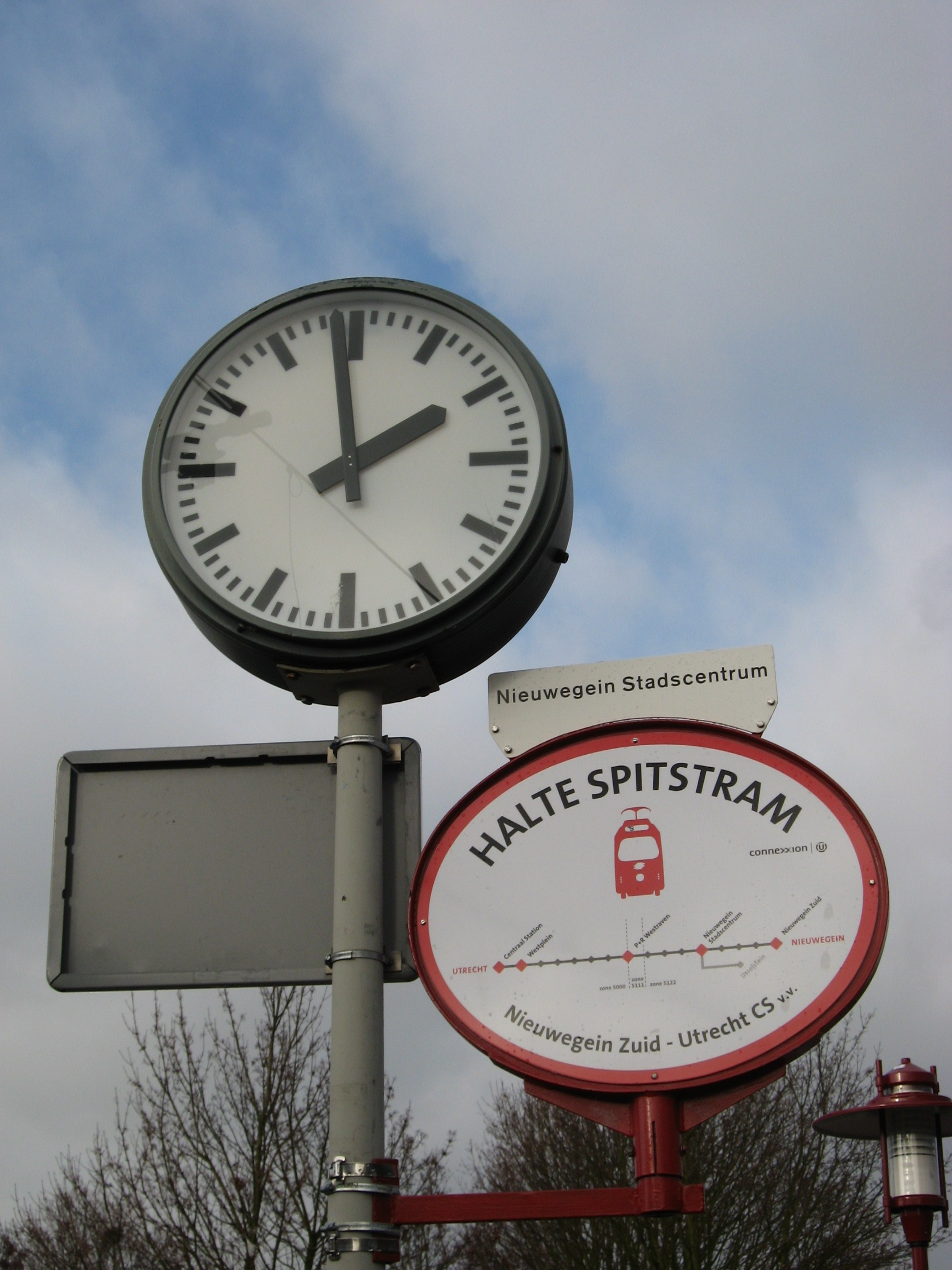
De Weense spitstram stopt alleen op de haltes voorzien van dit stopteken.

De Weense trams zijn een serie enkelgelede trams die hebben dienstgedaan bij de Utrechtse sneltram tussen 2009 en 2014.
Om de periode tot algehele vervanging van het bestaande wagenpark over enkele jaren te kunnen overbruggen en omdat er (nog) groei was van het reizigersvervoer en het aantal beschikbare Zwitserse trams mede wegens renovatiewerkzaamheden vanaf 2011 niet voldoende werd geacht werden van het Weense trambedrijf 25 tweerichting enkelgelede trams overgenomen. Dit betrof 16 enkelgelede motorwagens en 9 enkelgelede bijwagens van het type E6 / e6, die voorheen dienst hebben gedaan op de Weense Stadtbahn. De bijwagen is tussen de beide motorwagens geplaatst, zodat driewagentramstellen kunnen worden gevormd.

## Geschiedenis

### Aankomst en aanpassingen in 2008
Op 4 april 2008 arriveerde de eerste van de vijfentwintig uit Wenen in Nieuwegein. Op 22 mei 2008 werd de eerste officiële rit van Nieuwegein naar Utrecht gemaakt.
Voor ingebruikname moesten eerst de deuren worden aangepast aan de hoge perrons van de Utrechtse sneltramlijn. Als gevolg hiervan kon voortaan uitsluitend door de middendeuren worden ingestapt. Ook diverse andere technische wijzigingen werden verricht. Een deel van deze werkzaamheden werd uitgevoerd in de Hoofdwerkplaats Rail van het GVB Amsterdam in Diemen-Zuid. Dit nam meer tijd in beslag dan aanvankelijk werd gedacht. De trams waren eigendom van Bestuur Regio Utrecht (BRU). Connexxion, en sinds de dienstregeling 2014 Qbuzz, zorgde voor de exploitatie. De trams behielden hun rood-witte Weense kleurencombinatie.
In de zomer van 2008 verbleven de 4941, 4947 en 4948 tijdelijk in de remise Havenstraat in Amsterdam waar ze zouden worden ingezet op lijn 5 die een versterkte dienst naar Amstelveen reed omdat de metro tijdelijk was ingekort tot het Amstelstation. Ze zouden alleen worden ingezet bij gebrek aan eigen materieel. Afgezien van proefritten, is het tot een daadwerkelijke inzet niet gekomen

### Uitstel indienststelling
Het lag in de bedoeling om vanaf september 2008 met zes driewagenstellen te gaan rijden. Dit werd uitgesteld tot april 2009. Na een reeks proefritten werd op 20 mei bekendgemaakt dat de indienststelling weer was uitgesteld, nu tot na de zomer. Dit omdat de smallere wielen van de Weense trams extra slijtage veroorzaakten aan de wissels. Ook de doorstroming bij drukke kruispunten zou een probleem zijn. Vanaf half september 2009 werden er weer proefritten gemaakt tussen de remise en Nieuwegein-Zuid.

### Inzet vanaf december 2009
Vanaf de nieuwe jaardienst 2010 (m.i.v. 13 december 2009) gingen de rood-witte trams uit Wenen als spitstram tussen Utrecht Centraal en Nieuwegein Zuid rijden. De Weense trams stopten niet op alle tussengelegen haltes, maar tussentijds kwamen er nog een aantal haltes bij. In mei 2009 begon Connexxion met het aanbrengen van Weense haltepalen op de haltes waar de Weense trams zouden gaan stoppen. De eerste halte met een dergelijke opvallend rode paal was halte Westplein.
Vooralsnog werden zij alleen in de middagspits ingezet als de "Spitstram lijn 260". Aanvankelijk werd er met vier losse motorwagens gereden maar in de loop van het voorjaar 2010 werd de inzet van de spitstrams uitgebreid tot vier combinaties van twee motorwagens met een bijwagen ertussenin, waarbij twaalf van de vijfentwintig aanwezige Weense trams werden ingezet, zowel in de ochtend- als de middagspits. Instappen kon alleen door de middendeuren alwaar de treeplank was vastgezet. De kopdeuren waren afgesloten en ontoegankelijk gemaakt. Sinds de zomer van 2011 werden de spitstrams tijdelijk niet ingezet omdat gebleken was dat de sporen nabij de Leidseveertunnel ernstige sporen van slijtage vertoonden en men vermoedde dat dit kwam door de Weense trams. Sinds 12 september 2011 reden de spitstrams weer, zij het in een beperkte frequentie. Vanaf de jaardienst 2012 kreeg de spitstram een onregelmatige 15-45 minutendienst.

### Buitendienststelling in december 2012
Na aanhoudende klachten over slijtage, slecht comfort, drukte bij het in- en uitstappen en onduidelijkheid over de stopplaatsen van de trams besloot het BRU de trams eind 2012 buiten dienst te stellen. Vijftien trams werden verkocht aan het trambedrijf van Krakow, voor een bedrag van 700.000 euro. Bij een uitzending van het Vara-programma Kanniewaarzijn meende een wethouder van de Utrechtse SP-fractie dat het hele project van de Weense trams ruim drie miljoen euro heeft gekost.

### Een deel weer in dienst in 2013
Het BRU kwam echter terug op het besluit tot buitendienststelling en vanaf het najaar 2013 werden de tien overgebleven Weense trams weer ingezet als spitstram, zij het in een onregelmatige 15-45 minutendienst waarvoor slechts twee driewagentrams nodig waren. Er waren nog zeven motorwagens en drie bijwagens aanwezig waarmee men een drietal driewagentrams kon formeren en er was een motorwagen als reserve.

### Daling aantal passagiers
Mede als gevolg van de daling van het aantal passagiers met 35 procent sinds 2009 bleek de extra capaciteit die de Weense tram boden uiteindelijk niet nodig te zijn geweest. Het aantal reizigers is in vijf jaar gedaald van 40.000 per dag naar 25.000 per dag. In 2012 en 2013 was er een sterke daling als gevolg van de economische crisis, de grote buitendienststellingen voor onderhoud en de verplaatsing van het trameindpunt naar de westzijde van het Utrechtse Centraal Station. Dit laatste heeft nog eens een krimp van 30 procent veroorzaakt.

### Buitendienststelling in zomer 2014
Na de vernieuwing van de wissels bij de tramremise in Nieuwegein zouden de trams na de zomer van 2014 niet meer in Utrecht kunnen rijden. Op 25 juni 2014 werd aangekondigd dat ook de resterende Weense trams naar het trambedrijf van Krakau gaan. Deze tien trams zijn voor 350.000 euro aan Krakau verkocht. Aankoop en verbouwing van de 25 trams hebben indertijd 3,2 miljoen euro gekost, de verkoop bracht totaal ongeveer 1 miljoen euro op. Er waren veel technische problemen en het aantal reizigers was geringer, zodat hun inzet veel beperkter is gebleven dan in 2008 voorzien. Op 11 juli 2014 reden de Weense trams voor het laatst. Op de laatste dag reden nog twee tramstellen: 4947+4916 en 4905+1937+4948. Uiteindelijk zijn de rode trams ruim vier en een half jaar in Utrecht te zien geweest.
In het najaar van 2014 vertrokken de Weense trams naar de Poolse stad Krakow, waar zij verder gingen dienst doen op het tramnet aldaar.

## Technische gegevens
| Technische gegevens Weens materieel | Technische gegevens Weens materieel                                                                                               | Technische gegevens Weens materieel                                                                                   |
| ----------------------------------- | --- | --- |
|                                     | | |
| Type                                | E6 (motorwagen met bestuurderscabines)                                                                                            | c6 (bijwagen zonder bestuurderscabines)                                                                               |
| Fabrikant                           | Lohner/Rotax | Lohner/Rotax |
| Serie (naar Utrecht)                | 4901-4948 | 1901-1946 |
| Aantal (naar Utrecht)               | 48 (→ 15) | 46 (→ 10) |
| Bouwjaren                           | 4901-4903: 1979, 4904-4918: 1980, 4919-4926: 1981, 4927-4932: 1982, 4933-4934: 1983, 4935-4944: 1984, 4945: 1985, 4946-4948: 1990 | 1901-1902: 1979, 1903-1910: 1980, 1911-1917: 1981, 1918-1922: 1982, 1923-1930: 1983, 1931-1939: 1988, 1940-1946: 1990 |
| Overgenomen                         | 4901, 4905, 4909, 4913, 4916, 4917, 4925, 4929, 4932, 4938, 4940, 4941, 4943, 4946, 4947, 4948                                    | 1932, 1934, 1935, 1937, 1939, 1940, 1941, 1945, 1946                                                                  |
| Nog aanwezig tot 2014               | 4905, 4916, 4925, 4929, 4943, 4947 en 4948                                                                                        | 1935, 1937 en 1941 |
| Lengte                              | 19.700 mm | 19.490 mm |
| Breedte                             | 2.305 mm | 2.305 mm |
| Hoogte                              | | |
| Gewicht                             | 28 t | 18 t |
| Asopstelling                        | B'B' | 2'2' |
| Deuren per zijde                    | 2 dubbele; 2 enkele | 2 dubbele; 2 enkele                                                                                                   |
| Zitplaatsen                         | 31 | 36 |
| Staanplaatsen                       | 72 | 72 |
| Vermogen                            | 2 × 190 kW = 380 kW | n.v.t. |
| Acceleratie                         | 1 m/s2 | n.v.t. |
| Vertraging                          | 2,7 m/s2 | n.v.t. |
| Maximumsnelheid                     | 65 km/h | n.v.t. |